# Sonorella meadi
Sonorella meadi är en snäckart som beskrevs av W. B. Miller 1966. Sonorella meadi ingår i släktet Sonorella och familjen Helminthoglyptidae. Inga underarter finns listade i Catalogue of Life.